# ديفيد بارتليت
ديفيد بارتليت (بالإنجليزية: David Bartlett)‏ هو سياسي أسترالي، ولد في 19 يناير 1968 في هوبارت في أستراليا. حزبياً، نشط في حزب العمال الأسترالي. وقد انتخب عضو مجلس نواب تسمانيا عن دائرة دنيسون ‏ (1 أبريل 2004 – 13 مايو 2011) وانتخب Premier of Tasmania ‏ (26 مايو 2008 – 23 يناير 2011).

## وصلات خارجية
- الموقع الرسمي